# トムタラカニ公国

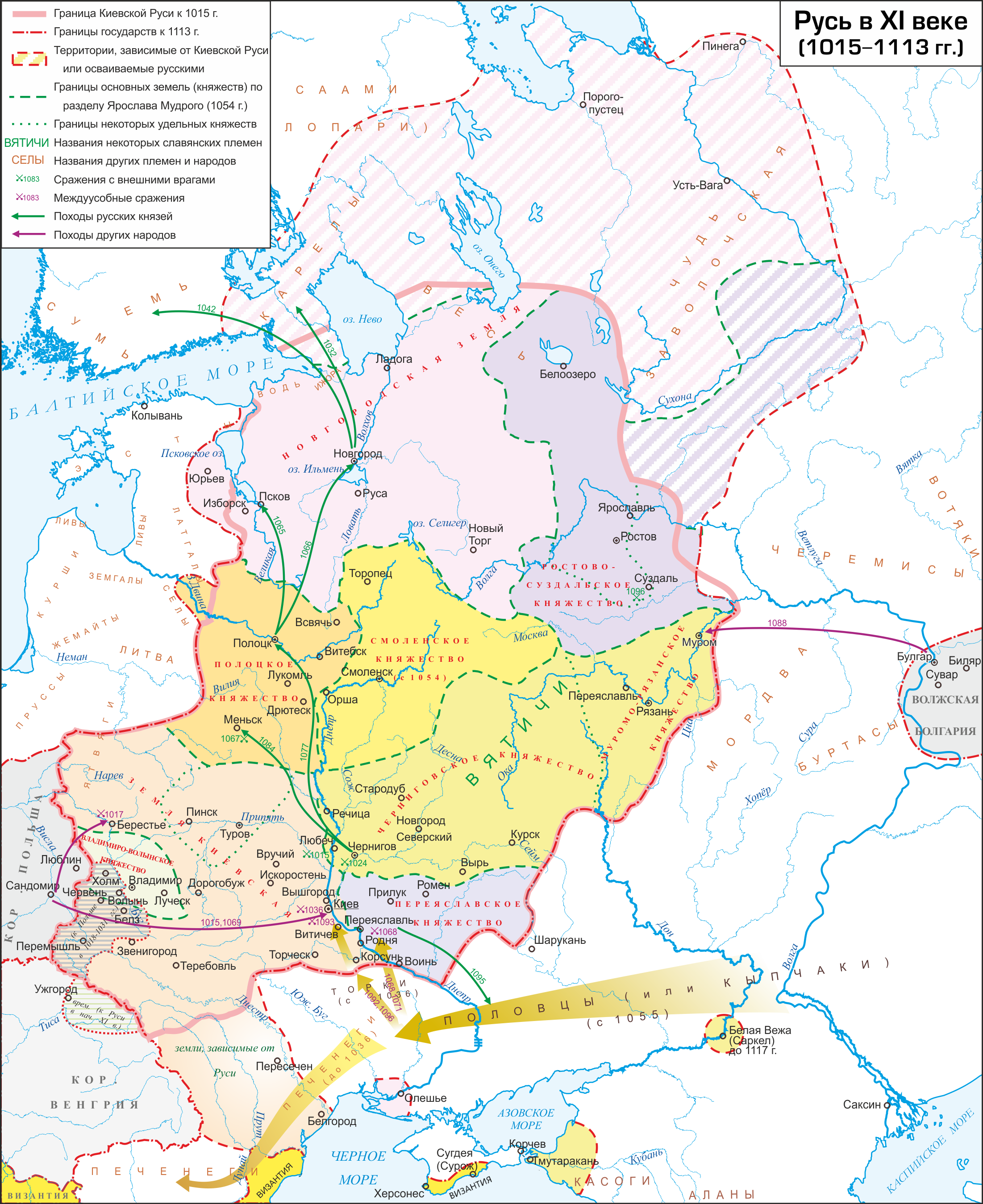
11世紀のルーシ諸国。南に離れたアゾフ海南部に位置するのがトムタラカニ公国

トムタラカニ公国（トムトロカン公国）（ロシア語: Тмутараканское княжество）は、10世紀から12世紀にかけて、タマン半島の都市トムタラカニ（トムトロカン）(ru)を首都としたルーシの公国である。
公国の領土にはタマン半島に加え、対岸のクリミア半島の東部も含まれており、おそらくクバン川下流域をも領土としていた。トムタラカニ公国は民族の多様性という面において、他のルーシ諸公国から抜きんでており、カソグ人(ru)、アラン人、ルーシ人、ハザール人、ギリシャ人、アバザ人などが住んでいた。

## 歴史
キエフ大公国によるトムタラカニの征服時期については、史料上に記述はみられない。征服は960年代の、スヴャトスラフ1世の東方遠征の際になされたか、またはウラジーミル1世期の、988年のルーシ・ビザンツ戦争(ru)の結果としてキエフ・ルーシ領に組み込まれたと考えられている。それ以前には、この地はボスポロス王国、ハザール・カガン国(ru)の一部であった。
988年または1010年から1036年にかけて、公国はキエフ大公ウラジーミル1世の子のムスチスラフ(ru)によって統治されていた。1022年にムスチスラフはカソグ人(ru)の公・レデヂャ(ru)を一騎討ちによって殺害し、カソグ人を征服した。ムスチスラフは後にトムタラカニ・エパルヒニャ(ru)（現在の主教にあたる）の管轄となる教会を設立した。また、1024年にはキエフ大公ヤロスラフ1世を相手取った、チェルニゴフ近郊でのリストヴェンの戦い(ru)に勝利し、トムタラカニ公国の権威の強化に成功した。1030年にはシルヴァン(ru)（カフカスの歴史的地域名）への遠征を行った。1032年にはサリル(ru)（ダゲスタン地方のアヴァール人国家）やアラン人と同盟して2回目の遠征を、1033年にはアラン人と同盟して3回目の遠征を行ったが、3回目の遠征は失敗している。
1054年から、トムタラカニ公国はチェルニゴフ公スヴャトスラフの支配下に置かれた。続く11世紀後半には、スヴャトスラフの息子のグレプ、ロマン、オレグへと公位は継承されたが、その間に他系統の公たちも立ちかわり公位に就いている。1083年にスヴャトスラフの息子のオレグがビザンツ帝国海軍の援助を得て公位に就いたが、これが年代記上に見られる最後のトムタラカニ公である。オレグはミハイルという聖名とともに、マタルハ（トムタラカニの別称）、ジヒ（チェルケス(ru)。北カフカスの歴史的地域名）、全ハザールのアルコン（古代ギリシアの執政官）として著述されている。
また、11世紀にはポロヴェツ族の活動が隆盛となり、トムタラカニはルーシ本土から隔絶した。ルーシの年代記において、トムタラカニが最後に言及されるのは1094年の記述である。その後、公国はビザンツ帝国領を経て、12世紀にはポロヴェツ族の勢力圏に組み込まれた。